# فرنسيس لويس
فرنسيس لويس (بالإنجليزية: Francis Lewis)‏ هو سياسي أمريكي وبريطاني (وحمل سابقاً جنسية المملكة المتحدة لبريطانيا العظمى وأيرلندا)، ولد في 21 مارس 1713 في المملكة المتحدة، وتوفي في 30 ديسمبر 1803 في نيويورك في الولايات المتحدة.